# エウォ
エウォ（フランス語: Ewo）はコンゴ共和国の町である。西キュヴェト県の県都である。Kouyou Riverのほとりに位置するエウォの人口は、2023年の国勢調査で28,229人だった。

## 交通

### 空港
- エウォ空港（英語版）